# Aonidia lauri
Aonidia lauri är en insektsart som först beskrevs av Bouché 1833.  Aonidia lauri ingår i släktet Aonidia och familjen pansarsköldlöss. Inga underarter finns listade i Catalogue of Life.